# Sainte-Anne-de-Bellevue

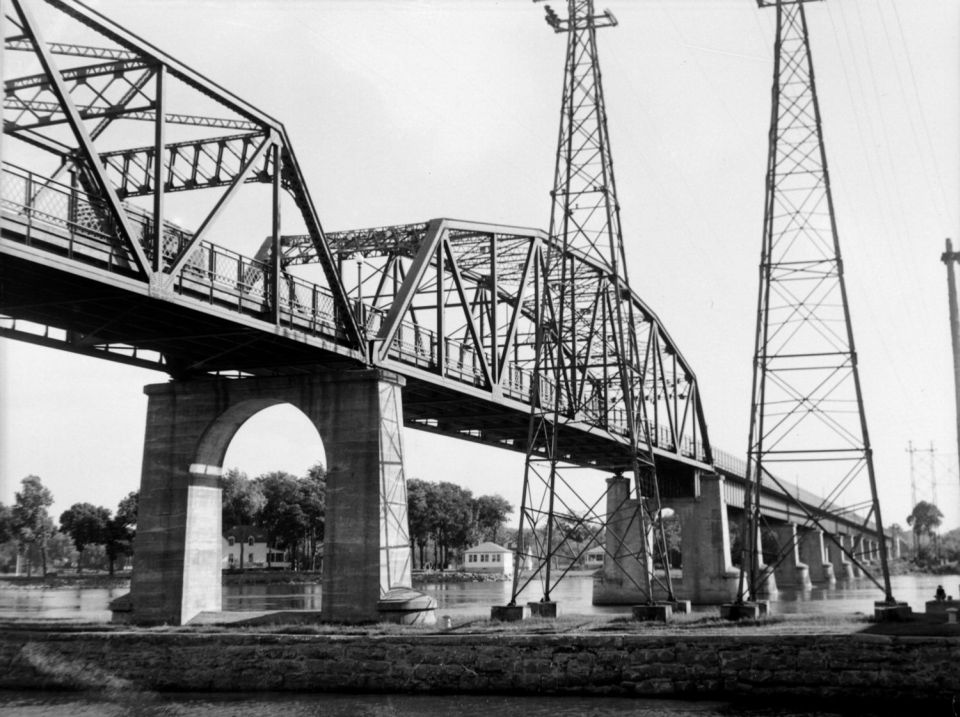
Galipeault Bridge. July 20, 1948.

Sainte-Anne-de-Bellevue é uma cidade do Canadá, localizada na província de Quebec. A cidade localiza-se na Ilha de Montreal, e é parte da região metropolitana de Montreal. Sainte-Anne-de-Bellevue foi fundida com Montreal em 2002, mas tornou-se independente novamente em 1 de janeiro de 2006. Sua população é de aproximadamente 4 700 habitantes (do censo nacional de 2001).